# Michiel Colijn
Michiel Colijn (Amsterdam, 29 oktober 1584 - aldaar, 23 september 1637) was een boekdrukker, uitgever en boekverkoper werkzaam te Amsterdam in de periode 1608-1635.

## Leven en werk
Michiel Colijn werd op 29 oktober 1584 geboren als zoon van Jan Claesz. Colijn en Elsje Michiels. Hij ging in de leer bij Cornelis Claesz. Na diens dood erfde hij zijn reisuitgaven en zeeatlassen. Colijn vestigde zich in Amsterdam op het Water (tegenwoordig het Damrak) op de zuidelijke hoek van de Oudebrugsteeg. In 1608 werd hij boekverkoper. Uit de vroege periode zijn vooral pamfletten van hem bekend. Hij onderhield goede relaties met officiële instanties. In 1609 verkreeg hij namelijk van de Staten-Generaal voor zes jaar octrooi op cognossementen en in 1615 verkreeg hij voor vijf jaar octrooi voor het drukken en uitgeven van afbeeldingen van veldslagen van de oorlog tussen Nederland en Spanje. Colijn is echter vooral bekend door zijn heruitgave van de reisverhalen van De Houtman, Van Neck, Van Spilbergen en Van Noort, die hij uitgaf onder de titel Oost-indische ende West-indische voyagien (1619). Dit was een luxe uitgave, waarin elk reisverhaal was voorzien van eigen titelblad.
Colijn sympathiseerde met de remonstranten. In 1628 steunde hij het verzoekschrift dat om vrijheid van geloofsuiting vroeg voor remonstranten.

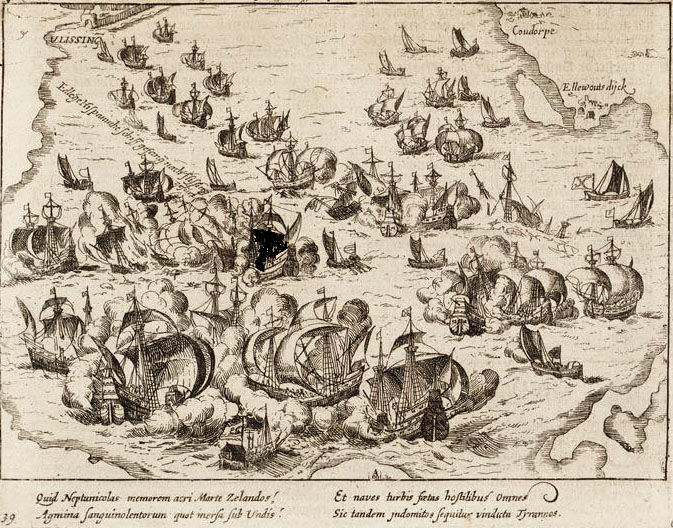
Pagina 121 uit Afbeeldinghe, ende beschrijvinghe van alle de veld-slagen ... geduerende d'oorloghe teghens den coningh van Spaengien. Gedrukt door Michiel Colijn in 1616.

Colijn was vrienden met de dichter Dirk Rafaelsz. Camphuysen.

## Uitgegeven werken
- Willem Baudartius (1616). Les gverres de Nassav.
- Willem Baudartius (1616). Afbeeldinghe, ende beschrijvinghe van alle de veld-slagen, belegeringen, en̄ and're notable geschiedenissen, ghevallen in de Nederlanden, geduerende d'oorloghe teghens den coningh van Spaengien.
- Johann Carion (1632). Chronica van den beginne des werelts aen tot op den Keyser Carolum den vyfden van dien name, Volume 1.
- Gerardus Wilhelmus Boot (1630). Vermaeckelicke uyren, dat is Versamelinghe van verscheyden gedenckweerdige geschiedenissen ende wonderheden, Volume 1.